# Momčilovića Kosa
Momčilovića Kosa is een plaats in de gemeente Glina in de Kroatische provincie Sisak-Moslavina. De plaats telt 43 inwoners (2001).